# Besenzone
Besenzone ist eine italienische Gemeinde (comune) mit 932 Einwohnern (Stand 31. Dezember 2023) in der Provinz Piacenza in der Emilia-Romagna. Die Gemeinde liegt etwa 21,5 Kilometer ostsüdöstlich von Piacenza.